# Briarwood (Queens)
Pour les articles homonymes, voir Briarwood.
Briarwood est un quartier de New York situé dans l’arrondissement du Queens.

## Situation
Au nord, Briarwood est délimité par le quartier de Kew Gardens Hills; à l'est, on trouve Jamaica Hills puis au sud, Jamaica Estates et enfin à l'ouest, Kew Gardens.

## Histoire
Le quartier doit son nom à la Briarwood Land Company, dirigée par Herbert A. O’Brien, qui y a construit des logements à partir de 1905. Herbert O’Brien a décidé de choisir le nom de Briarwood en raison des bois et des ronces qui couvrent la région. Cependant, la Briarwood Land Company fait faillite peu de temps après. La zone reste en grande partie vide jusqu’en 1924, date à laquelle elle est divisée et vendue aux enchères. D’autres terres sont vendues aux enchères en 1928.
En 1936, une entreprise appelée Briarwood Estates, construit des maisons de style colonial et de vieux style anglais au nord de la 84e promenade et à l’ouest de la rue Main. Après la fin de la Seconde Guerre mondiale, d’autres promoteurs ont construit des maisons plus près de Parsons Boulevard. Les Nations unies ont construit Parkway Village, un ensemble de 670 unités, comme logement pour ses employés vers 1947. Parkway Village n’est aujourd'hui, au XXIe siècle, plus liée aux Nations Unies...